# Enrique Ku Herrera
Enrique Ku Herrera (n. Dzitbalché, Campeche; 28 de agosto de 1953) es un sociólogo, docente, político y funcionario público mexicano. Fue director del Colegio Nacional de Educación Profesional Técnica (CONALEP) desde 2018 hasta 2022.

## Biografía

### Primeros años
Nació en la ciudad de Dzitbalché en el estado de Campeche el 28 de agosto de 1953. 

### Estudios
- Licenciatura en sociología en la Universidad Autónoma Metropolitana (UAM).[3]
- Licenciatura en educación primaria en la Escuela Normal de Licenciatura en Educación Primaria de Calkiní.[4]
- Maestría en sociología por la Universidad Nacional Autónoma de México (UNAM).[5]
- Doctorado en administración pública en la Universidad del Desarrollo del Estado de Puebla (UNIDES).[6]

## Trayectoria

### Docente
- Profesor de educación primaria en el Distrito Federal, Sonora y el Estado de México (1971-1978).
- Profesor en la Escuela Normal Superior, Universidad Autónoma de Guerrero (1980-1983).
- Jefe del Área de Historia y Ciencias Sociales, Centro de Enseñanza para Extranjeros en la Universidad Nacional Autónoma de México (UNAM), (1985-1988).
- Profesor en la Universidad Pedagógica Nacional (1977-1988).

### Administración pública
- Director Regional Peninsular del Instituto Nacional Indigenista (1986-1988).
- Director general de Educación Indígena, SEP (1989-1992 y de oct. 2006 a abril de 2007)
- Director general de Educación Básica, Normal y Pedagógica del Gobierno de Campeche (1992-1993).
- Subsecretario de Educación Básica del Gobierno de Campeche (1993).
- Coordinador regional de la Comisión Nacional de Desarrollo Integral y Justicia Social para los Pueblos Indígenas (1994).
- Secretario técnico de la Comisión Nacional de Zonas Áridas (1995-1996).
- Director general del Colegio Nacional de Educación Profesional Técnica (2018-actual).